# Singla
Singla és un riu de Mizoram, Assam i Bangladesh, que neix a les muntanyes Lushai i corre al nord en direcció a la divisió de Sylhet fins a desaiguar al llac. Són a uns 70 km del seu naixement; després de sortir del llac apareix com altre cop amb el nom de Kusiyara, branca del Surma, a l'est de Karimganj.